# Can Planes (Sant Martí)
Can Planes és una masia situada al parc de Sant Martí, al barri de Sant Martí de Provençals de Barcelona, catalogada com a bé cultural d'interès local. Actualment és un centre residencial per persones sense sostre.

## Descripció
És un edifici aïllat de planta rectangular amb coberta a dues vessants que desaigua a la façana principal i posterior. Consta de planta baixa i dos pisos i té quatre crugies. La façana principal està arrebossada i emblanquinada excepte els carreus que emmarquen les obertures de la planta baixa i el primer pis. Al centre s'obre la porta principal d'arc de mig punt i al costat dret una finestra amb llinda. El costat esquerre d'aquest nivell queda tapat per una estructura que comunica la masia amb les antigues corts. A la planta noble hi ha una porta balconera sobre la porta principal amb la data 1748 gravada a la llinda; a la dreta hi ha una finestra allindanada i a l'esquerra, sobre el pas al cobert, hi ha una porta. A la segona planta s'obren un seguit de petites finestres rectangulars que segueixen un ritme regular. La façana està rematada pel ràfec de la teulada que està decorada amb una filera de dents de serra.

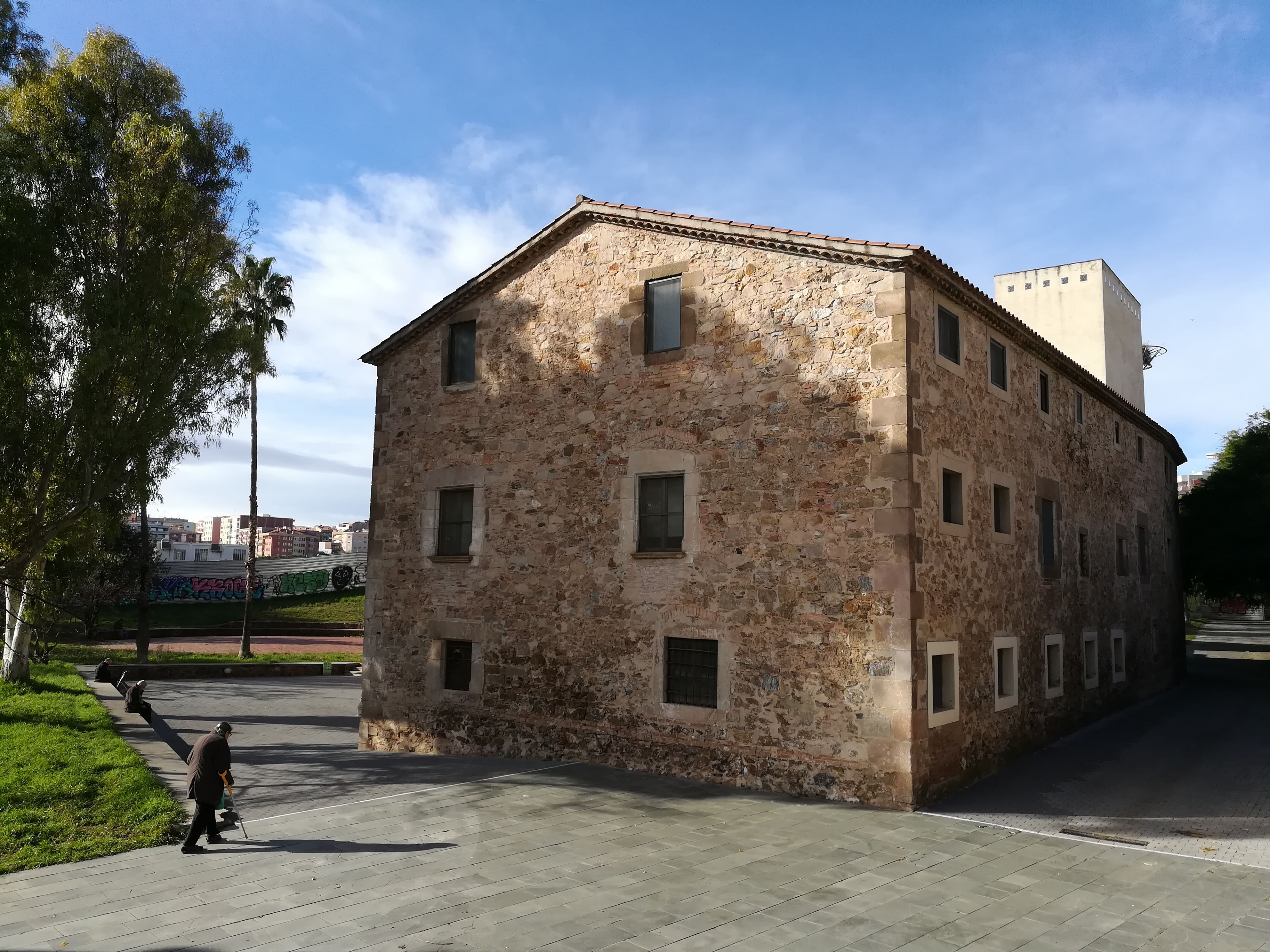
Façana posterior

La resta de l'edifici té les parets sense pintar i es pot veure el parament de pedra devastada unida amb morter excepte les pedres cantoneres i les que emmarquen les finestres que estan treballades. Perpendicularment a la façana principal hi ha les corts, de planta rectangular i una sèrie d'arcades amb grans finestrals en totes les façanes. A l'interior hi ha dos arcs diafragmàtics que aguanten la coberta. Aquesta estructura esta unida a la masia per un pas cobert, que actualment és l'entrada principal al recinte.